# День прийому з особистих питань
День прийому з особистих питань (рос. «День приёма по личным вопросам») — радянський художній фільм 1974 року режисера Соломона Шустера.

## Сюжет
Фільм розповідає про один день начальника тресту «Енергомонтаж» Бориса Дмитровича Іванова. День прийому співробітників з особистих питань, також останній день півріччя. Горить план введення в дію нових енергетичних потужностей, а тресту потрібно утримати перехідний червоний прапор. Протягом цього напруженого дня Іванову доводиться зіткнутися з різними ситуаціями, в результаті чого пізно увечері він багато переосмислює, розуміючи, що в основі всіх його виробничих перемог і досягнень знаходяться не просто співробітники, а конкретні люди, кожен з яких перш за все особистість. І в їх інтересах він йде на конфлікт з начальником главку і своїм покровителем, до якого ще вранці звертався за допомогою у виконанні квартального плану.

## У ролях
- Олег Жаков —  Леонід Маслов
- Анатолій Папанов —  Борис Дмитрович Іванов
- Олег Басилашвілі —  Ігор Дятлов
- Олег Бєлов —  шофер Іванова
- Володимир Ємельянов —  начальник главку
- Володимир Заманський —  Олег Пальмін
- Світлана Коновалова —  вахтерка
- Олег Корчик —  Афанасьєв
- Людмила Максакова —  Галина
- Іван Соловйов —  директор Ново-Сєргєєвської ГРЕС
- Зінаїда Шарко —  Софія Михайлівна, секретарка Іванова
- Георгій Бурков —  зварювальник
- Олександр Суснін —  зварювальник
- Інна Алєнікова —  дочка начальника главку  (в титрах І. Михайличенко)

## Знімальна група
- Автор сценарію: Петро Попогребський
- Режисер:  Соломон Шустер
- Оператор: Олександр Чечулін
- Художник: Георгій Карпачов
- Композитор:  Борис Тищенко